# Revista Sevillana (1863)
La Revista Sevillana, subtitulada «científica y literaria», fue una publicación periódica editada en la ciudad española de Sevilla a lo largo de 1863, durante el reinado de Isabel II.

## Historia
La Revista Sevilla científica y literaria, oficial de la Academia de Jurisprudencia y Legislación comenzó a publicarse el 11 de enero de 1863. Sus números aparecían los domingos, en cuatro páginas en 4.º, con papel común. Cesaría su publicación el 29 de octubre de 1863, según Manuel Chaves Rey fusionándose con La España Literaria. Su contenido incluía artículos literarios, estudios históricos y críticos, poesías líricas, sueltos y novelas.
El editor responsable de la revista era José María Atienza, estaba dirigida por Arístides de Artiñano, su secretario era Ramón de Modet y Riglos y en la administración figuraban las siglas «M. G.». Entre los colaboradores y redactores de la publicación se encontraron firmas como las de Enrique López Asme, Gonzalo Segovia y Ardizone, Rodrigo Sanjurjo, José R. de Pando, Manuel Gómez Imaz, Eduardo Bustillo, Antonio Sánchez González, José Fernández-Espino, Juan Gil, Francisco María Tubino, M. Orozco, Ángel Claus, Antonia Díaz, Federico Utrera, Manuel Merry y Colón y Manuel Ossorio y Bernard, entre otros.
Entre 1872 y 1873 se publicó una nueva Revista Sevillana.